# Monte Monna
Il monte Monna è una delle cime maggiori dei Monti Ernici, toccando alla sua sommità i 1952 metri. Si trova nel territorio di Vico nel Lazio.
Detto comunemente "la Monna", il suo nome deriva probabilmente dal fatto che la sommità si presenta priva (monda) di vegetazione: in dialetto locale si fa riferimento alla sbucciatura della frutta, che si dice appunto "monnata".

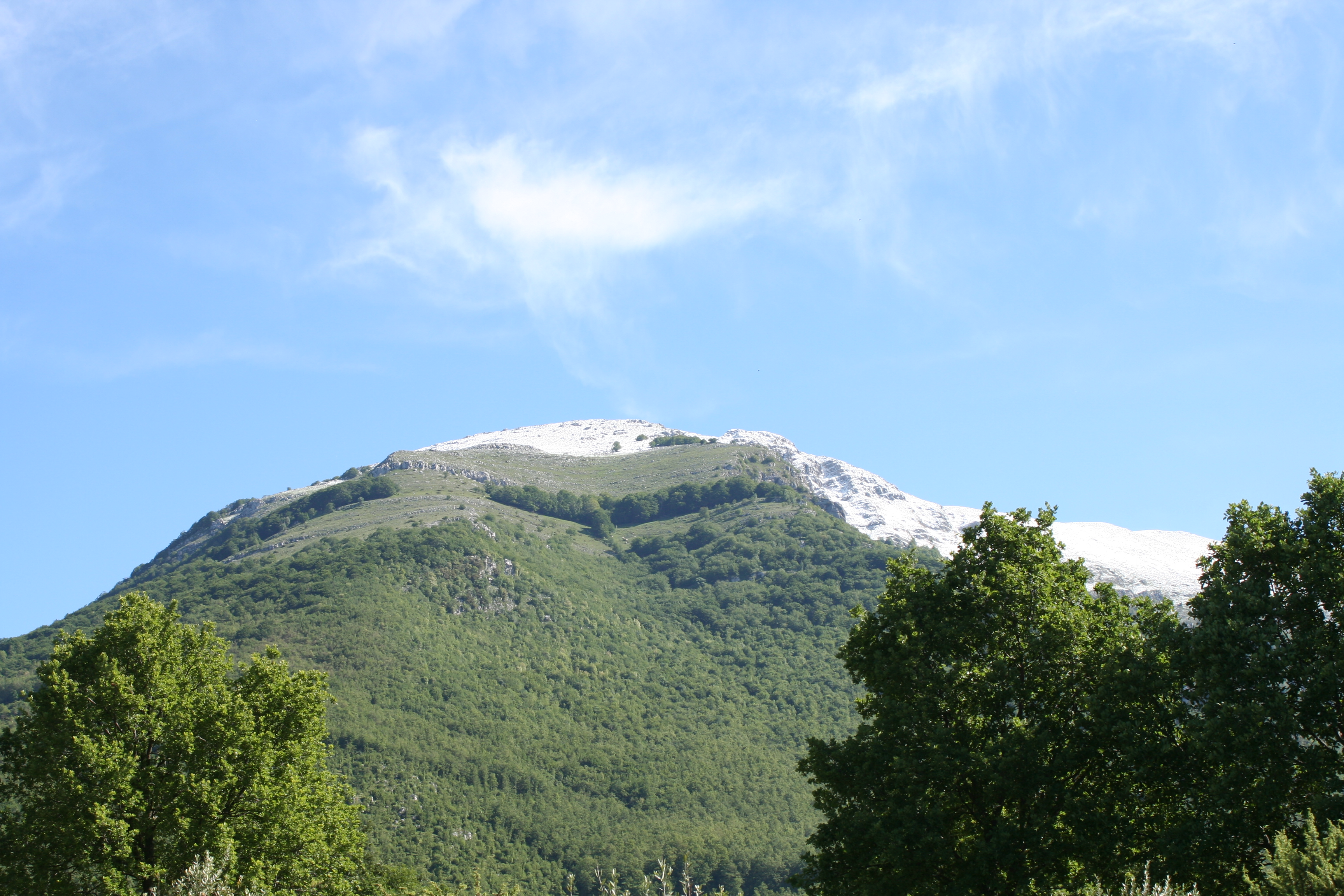
La Monna

Da questa cima si domina gran parte della Valle del Sacco, ed in particolar modo il territorio di Alatri subito alle sue falde.
Sulla Monna vi sono le sorgenti del fiume Cosa, affluente del Sacco.